# راک آن!!
راک آن!! (به هندی: Rock On!!) فیلمی محصول سال ۲۰۰۸ و به کارگردانی آبیشک کاپور است. در این فیلم بازیگرانی همچون آرجون رامپال، شاهانا گوسوامی، فرهان اختر، پراچی دسای، پوراب کهلی، کوئل پوری، لوک کنی، نیکولت برد ایفای نقش کرده‌اند.
در سال ۲۰۱۶ دنباله این فیلم با نام راک آن ۲ ساخته شد.